# Friedrich Kollarz
Friedrich Kollarz (* 5. November 1876 in Braunau am Inn, Oberösterreich; † 24. Februar 1934 in Wien) war ein österreichischer Offizier und Politiker.

## Leben
Friedrich Kollarz – sein Geburtsort wird oft fälschlicherweise mit Wien angegeben – absolvierte als junger Mann die Kadettenschule, an der er im Jahr 1897 seinen Abschluss erlangte. Danach wurde er dem 102. Infanterieregiment zugeteilt, bei dem er bis zum Ersten Weltkrieg eingesetzt war. Bereits 1898 wurde er zum Leutnant befördert, im Jahr 1912 folgte die Ernennung zum Hauptmann.
Im April 1917 wurde er als Soldat den Luftstreitkräften zugeteilt, wo er 1918 zum Major befördert wurde. Zuletzt leitete er als Kommandant die Artillerie. Nach dem verlorenen Krieg wurde Kollarz im Dezember 1918 zunächst noch als Soldat von der Republik Österreich übernommen, aber bereits im November 1920 im Rang eines Oberstleutnants pensioniert.
Im November 1920 wurde Kollarz, der selbst keiner Partei angehörte, aber mit einem Mandat der Großdeutschen Volkspartei in den Nationalrat (I. Gesetzgebungsperiode) gewählt. Er hatte sein Mandat drei Jahre inne und schied im November 1923 aus dem Parlament aus.
In den kommenden Jahren setzte sich Kollarz dafür ein, dass ehemalige Berufssoldaten eine vom Staat finanzierte Pension erhalten sollten. Bereits 1918 war er einer der Mitbegründer des Wirtschaftsverbandes der Berufsmilitärgagisten, dessen Ehrenpräsident er im Jahr 1923 wurde. 1920 war er auch einer der Initiatoren der Österreichischen Wehrzeitung, ein für Soldaten und Veteranen konzipiertes Blatt. Zuletzt wurde er noch Zweiter Präsident des Österreichischen Schwarzen Kreuzes.